# Bravski Vaganac
Bravski Vaganac – wieś w Bośni i Hercegowinie, w Federacji Bośni i Hercegowiny, w kantonie uńsko-sańskim, w gminie Bosanski Petrovac. W 2013 roku liczyła 16 mieszkańców, z czego większość stanowili Serbowie.